# Ogród Zoologiczny w Nowym Tomyślu
Ogród Zoologiczny w Nowym Tomyślu – ogród zoologiczny zlokalizowany w Nowym Tomyślu.

## Historia
Ogród został założony w 1974, na terenie Parku Kultury i Wypoczynku i zajmował wówczas 3,4 hektara powierzchni. Jednymi z pierwszych prezentowanych tu zwierząt były, pochodzące z warszawskiego cyrku, dwa niedźwiedzie brunatne. Kolekcję zasiliły następnie zwierzęta przekazane z likwidowanych ogrodów w Zielonej Górze, Śremie i Wrześni. 

## Kolekcja
Zoo zajmuje ponad 7 hektarów powierzchni, na których przebywa około 200 zwierząt (drapieżne, kopytne i ptaki) reprezentujących 48 gatunków. Są to głównie zwierzęta łatwe w chowie i wyżywieniu. Są tu m.in.: pawian, koczkodan zielonosiwy, rezus, koń Przewalskiego i zebra Hartmanna (dwa ostatnie gatunki objęte są Europejskim Programem Ochrony Zwierząt - EEP). 
Obok ogrodu znajduje się Muzeum Wikliniarstwa i Chmielarstwa.